# Felicità
«Felicità» (МФА: felitʃiˈta; с итал. — «Счастье») — песня итальянского дуэта Аль Бано и Ромины Пауэр, выпущенная в 1982 году. Песня имела коммерческий успех и стала одной из самых известных песен дуэта.

## О песне
С этой песней дуэт выступил на Фестивале Сан-Ремо 1982 года, где занял второе место. Песня вошла в одноимённый альбом певцов — Felicità (в Италии эта новая пластинка снова вышла под названием Aria pura, так же как их предыдущий альбом 1979 года, но с совершенно иным содержанием). В качестве би-сайда к синглу был добавлен трек «Arrivederci a Bahia». Для Латинской Америки и Испании альбом был перезаписан на испанском языке.
«Felicità» имела огромный коммерческий успех, заняв высокие позиции в итальянских и европейских чартах.
Дуэту была присуждена немецкая музыкальная премия «Golden Globe» за продажи 6 000 000 копий пластинок с этой композицией в 1982 году. Там же, в Германии, сингл «Felicità» дольше всего продержался в национальном хит-параде — с 15 марта по 13 декабря. В конечном счёте композиция разошлась тиражом в тридцать миллионов копий по всему миру.

## Музыкальное видео
Летом 1984 года, после победы дуэта Аль Бано и Ромины Пауэр на фестивале Сан-Ремо с песней «Ci sarà», в Ленинграде, по приглашению советской стороны, был снят музыкальный телефильм «Волшебная белая ночь», включивший лучшие хиты дуэта того времени. В их число вошла и Felicità. В видеосюжете к песне Аль Бано поёт за штурвалом советского катера «Волга», догоняя Ромину, уезжающую в карете по набережным Невы. Ромина и большинство снимавшихся в фильме людей одеты в костюмы XVIII века.

## Список композиций
- 7" Single[2]

A. «Felicità» — 3:13
B. «Arrivederci a Bahia» — 3:02
- Spanish 7" Single[3]

A. «Felicidad» — 3:13
B. «Arrivederci en Bahia» — 3:02

## Позиция в чартах
| Чарт по странам (1982) | Позиция |
| ---------------------- | ------- |
| Австрия                | 9       |
| Бельгия                | 7       |
| Франция                | 10      |
| Германия               | 6       |
| Италия                 | 1       |
| Нидерланды             | 18      |
| Швейцария              | 3       |

## Кавер-версии
В начале 2000-х годов певец и поэт Сергей Калугин на мелодию песни Felicità создал саркастический кавер-перепев Перечитай на основе городских куплетов, появившихся на волне популярности итальянской песни и на фоне засилья коммунистического партийного официоза ещё в середине 1980-х годов, доперестроечное застойное время: «Перечитай / „Малую землю“ и „Возрождение“. / Перечитай / Речи на съезде мудрого Сталина. / Перечитай / Ленина, Троцкого, Маркса и Энгельса. / Перечитай, перечитай…».
Существует также кавер-версия группы «Бахыт-Компот» с альбома «Раздень меня по телефону» (1996): «Феличита — это главное слово, хоть и не новое. / Феличита — по асфальту шагает девка здоровая. / Пересчитай, сколько мяса на ней, сколько парней у ней. / Пересчитай, пересчитай…»